# Sceptre (1810)
Pour les autres navires du même nom, voir Sceptre (homonymie).
Le Sceptre est un navire de ligne de 80 canons de classe Bucentaure de la Marine impériale française, conçu par l'ingénieur Jacques-Noël Sané, surnommé le « Vauban de la marine ». Le capitaine du vaisseau est le capitaine Samuel James Ballard.

## Carrière
Commandé en le 26 décembre 1808, il est lancé le 15 août 1810. Il fait partie de l'escadre de Toulon, son port d'attache. Il est transformé en ponton en 1828 puis brûlé à Toulon en 1830.